# Maxime Weygand
Maxime Weygand, född 21 januari 1867 i Bryssel, död 28 januari 1965 i Paris, var en fransk general, veteran från första världskriget och under andra världskriget Frankrikes överbefälhavare från 19 maj till vapenstilleståndet 22 juni 1940. Han hade därefter höga poster i lydriket "Vichyfrankrike" tills han föll i onåd och arresterades av SS.

## Biografi
Weygand föddes 1867 i Bryssel. Han blev fransk medborgare och tog examen från officersskolan St. Cyr 1888 och tjänstgjorde därefter i kavalleriet. Weygand var stabschef hos general Foch under första världskriget, varunder han blev brigadgeneral (général de brigade) i augusti 1916 och generalmajor (général de division à titre temporaire) i november 1917. Efter kriget blev han generallöjtnant (général de corps d'armée) i oktober 1920 och befordrades till general (général d'armée) 19 april 1923.
Han ledde 1920 en fransk hjälpstyrka till Polen i Polsk-sovjetiska kriget och var militär rådgivare åt Józef Piłsudski . Under 1930-1935 var han generalstabschef i Frankrike och arméns generalinspektör 1931-1935. Han blev återkallad i tjänst 1939 som befälhavare över trupperna i östra Medelhavsområdet.
Den 17 maj 1940 blev han utsedd till fransk överbefälhavare och ersatte Gamelin följande dag. Den 20 maj samma år nådde tyskarna fram till Engelska kanalen. Weygands planerade motanfall som skulle bryta inringningen blev resultatlöst, varför de allierade trupperna i Belgien omringades i en allt mindre ficka runt Dunkerque.
Weygand grupperade de kvarvarande franska trupperna i försvarsposition längs Somme. De tyska trupperna bröt dock igenom försvaret och 13 juni rekommenderade Weygand att regeringen skulle söka vapenstillestånd med tyskarna, vilket skedde 22 juni.
Weygand kvarstod i olika poster i Vichy-regimen. Juni till september 1940 var han krigsminister och därefter befälhavare i Franska Nordafrika. Han avskedades i november 1941 på grund av sin kritik av det långtgående samarbetet med axelmakterna. I samband med de allierades invasion av Nordafrika, operation Torch i november 1942 arresterades Weygand av SS och blev förd till Tyskland. På grund av kapitulationen i juni 1940 blev han åtalad för förräderi i Frankrike efter krigsslutet, men frånskrevs alla misstankar 1948. Under 1950-1957 utkom hans memoarer i tre band.
Han invaldes 1931 i Franska akademin, där han fick stol nr 35 efter Joseph Joffre.   Weygand förlänades storkorset av Hederslegionen 1924 6/12 (riddare 1913, officer 1914, kommendör 1918, storofficer 1920) och storkorset av Kungl. Svenska Svärdsorden 1939.

## Utmärkelser
- Storkors av Hederslegionen
- Tjeckiska Segermedaljen
- Kommendör av Sankt Mikaels och Sankt Georgsorden
- Companion av Bathorden
- Tapperhetskorset
- Frihetskorset (Estland)
- Kommendör av Hederslegionen
- Storofficer av Hederslegionen
- Riddare av Hederslegionen
- Officer av Hederslegionen
- Croix de Guerre
- Kommendörskors av Virtuti Militari
- Croix de guerre
- Kommendör av Kronorden
- Storkors av Ouissam Alaouite-orden
- Francisqueorden
- Distinguished Service Medal
- Kors av Björndödarorden
- Croix de guerre 1914–1918
- Médaille militaire
- Croix de guerre des Théâtres d'opérations extérieurs
- Silverkors av Virtuti Militari

[Redigera Wikidata]